# Namibia en los Juegos Olímpicos
Namibia en los Juegos Olímpicos está representada por el Comité Olímpico Nacional Namibio, creado en 1990 y reconocido por el Comité Olímpico Internacional en 1991.
Ha participado en nueve ediciones de los Juegos Olímpicos de Verano, su primera presencia tuvo lugar en Barcelona 1992. El país ha obtenido cinco medallas en las ediciones de verano, todas de plata.
En los Juegos Olímpicos de Invierno Namibia no ha participado en ninguna edición.

## Medallero

### Por edición
Juegos Olímpicos de Verano
| Evento              | Oro | Plata | Bronce | Total |
| ------------------- | --- | ----- | ------ | ----- |
| Barcelona 1992      | 0   | 2     | 0      | 2     |
| Atlanta 1996        | 0   | 2     | 0      | 2     |
| Sídney 2000         | 0   | 0     | 0      | 0     |
| Atenas 2004         | 0   | 0     | 0      | 0     |
| Pekín 2008          | 0   | 0     | 0      | 0     |
| Londres 2012        | 0   | 0     | 0      | 0     |
| Río de Janeiro 2016 | 0   | 0     | 0      | 0     |
| Tokio 2020          | 0   | 1     | 0      | 1     |
| París 2024          | 0   | 0     | 0      | 0     |
| TOTAL               | 0   | 5     | 0      | 5     |

### Por deporte
Deportes de verano
| Evento    | Oro | Plata | Bronce | Total |
| --------- | --- | ----- | ------ | ----- |
| Atletismo | 0   | 5     | 0      | 5     |
| TOTAL     | 0   | 5     | 0      | 5     |